# Giorgio Bassi
Giorgio Bassi (Milano, 20 gennaio 1934) è un pilota automobilistico italiano che gareggiò nel Gran Premio d'Italia 1965 di Formula 1 per la Scuderia Centro Sud.
Nel 1965 fu un pilota del campionato di Formula 3 italiana e vinse una classe nella Targa Florio del 1965 con un prototipo ASA da 1 litro.
Giorgio Bassi ha partecipato a una sola gara di Formula 1. Il 16 settembre 1965, partì dal 22º posto nel Gran Premio d'Italia a Monza. Il suo BRM P57, riportato dalla Scuderia Centro Sud, si ritirò al nono giro per un guasto al motore.
Bassi ha guidato principalmente nel campionato italiano di Formula 3 con una Tomaso Ford. Degno di nota è il terzo posto nella gara di Monza del 1964. Bassi raggiunse un altro risultato in una gara internazionale: nel 1965, con il suo compagno di squadra Giorgio Pianta, fu diciassettesimo in una classifica generale della Targa Florio su un ASA 1000 e vinse la classe 1000 cm³ ,